# بير كولستاد
بير كولستاد (بالنرويجية البوكمول: Per Kolstad)‏ هو عازف جاز وملحن وعازف بيانو نرويجي، ولد في 23 أكتوبر 1956.

## وصلات خارجية
- بير كولستاد على موقع ميوزك برينز (الإنجليزية)